# Rinconada (Puebla)
Rinconada, formalmente conocida como Estación de Rinconada, es una pequeña localidad del estado mexicano de Puebla, localizada en el municipio de Mazapiltepec de Juárez. Según el censo de 2020, tiene una población de 140 habitantes.

## Localización y demografía
Está situada en el centro-oriente del territorio de Puebla y al sur del municipio de Mazapiltepec, a unos cuatro kilómetros al sureste de la cabecera municipal, Mazapiltepec de Juárez. Sus coordenadas geográficas son 19°6′29″N 97°40′43″O / 19.10806, -97.67861 y se encuentra a una altitud de 2 363 metros sobre el nivel del mar.
Se encuentra junto a la línea de ferrocarril México-Veracruz y una carretera la une hacia el norte con Mazapiltepec y Soltepec y hasta el sur entronca con la Carretera Federal 140.
De acuerdo con los resultados del Censo de Población y Vivienda de 2020 realizado por el Instituto Nacional de Estadística y Geografía, Rinconada tiene una población total de 140 habitantes, 66 mujeres y 74 hombres.

## Historia
La estación de Rinconada fue establecida como parte del recorrido del entonces denominado Ferrocarril Mexicano, que unía la Ciudad de México con el puerto de Veracruz y que entró formalmente el funcionamiento el 1 de enero de 1873. En Rinconada, el 11 de mayo de 1920 se enfrentaron las fuerzas federales que custodiaban al presidente Venustiano Carranza y los rebeldes sublevados en favor del Plan de Agua Prieta; durante el enfrentamiento fue muerto el caballo de Carranza mientras lo montaba, aunque los rebeldes fueron derrotados y las fuerzas federales pudieron avanzar hasta la siguiente estación: Aljibes, en el vecino municipio de San Salvador el Seco.
Desde su fundación hasta 1926, Rinconada perteneció al municipio de Soltepec. El 8 de mayo de ese año el Congreso de Puebla expidió un decreto que entró en vigor el 11 de mayo y erigió el municipio de Mazapiltepec de Juárez, en el que quedó incluida Rinconada hasta la actualidad.